# Arnoldstein – Dreiländereck

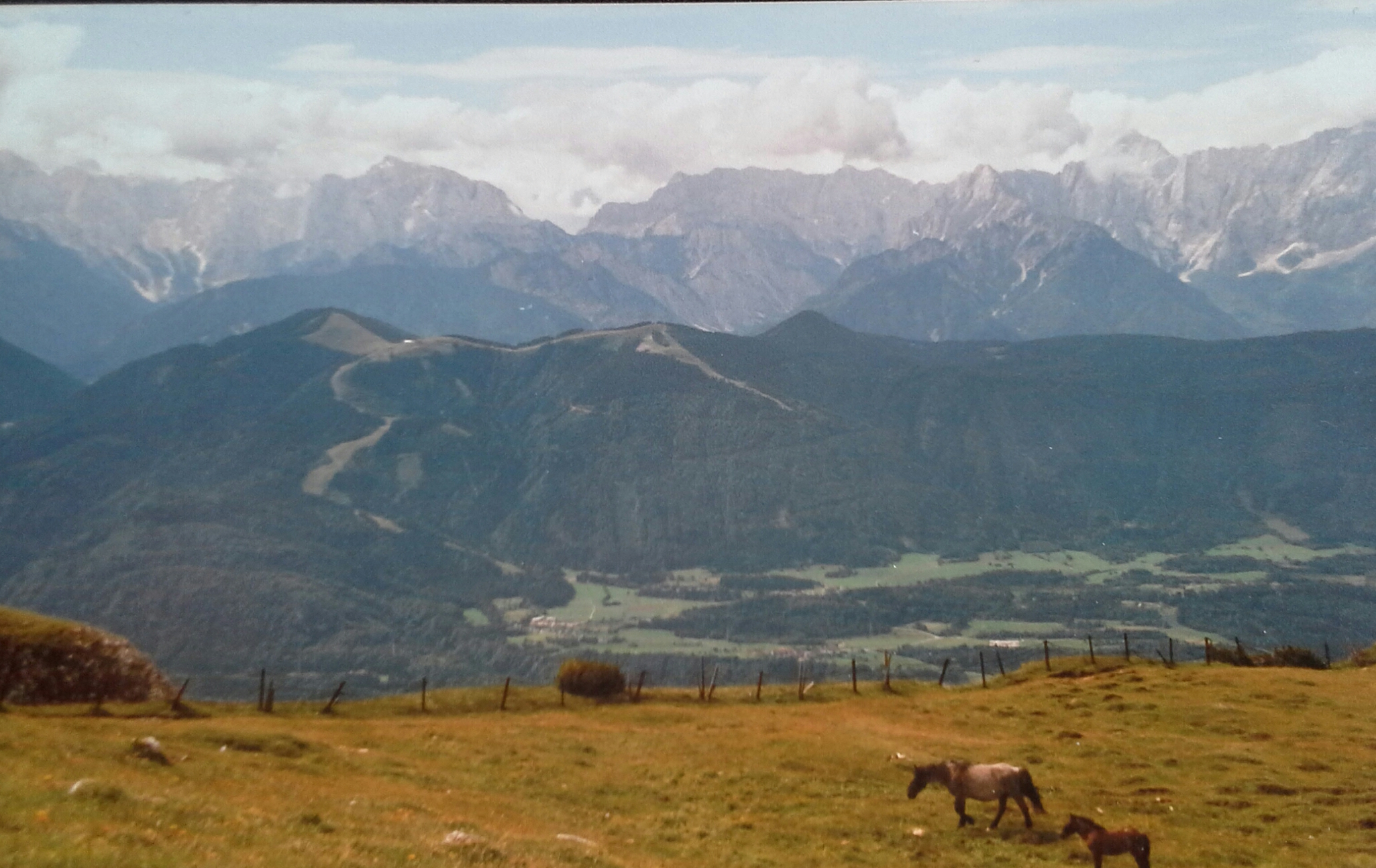
Blick vom Dobratsch zum Dreiländereck.

Das Arnoldstein – Dreiländereck (auch Dreiländereck oder Dreiländereck – Arnoldstein genannt) ist ein Wintersportgebiet in den Karawanken im südlichen Kärnten, im Bezirk Villach-Land bei Arnoldstein. Seit dem Jahr 1930 wird in diesem Gebiet Ski gefahren. Es liegt auf einer Höhe von 680 m ü. M. bis 1600 m ü. M. im Grenzgebiet des Dreiländerecks Österreich, Slowenien und Italien.

## Lifte und Skipisten
Die acht Liftanlagen erstrecken sich nur auf österreichischer Seite bis auf den Gipfel des Dreiländerecks (slowenisch Peč, italienisch Monte Forno, 1508 m) und des Hahnenwipfels. Die Längen der Pisten summiert sich auf 17 km.
Lifte
| Name                  | Typ                   | Länge  | Geschw. (m/s) | Fahrt- zeit (min) |
| --------------------- | --------------------- | ------ | ------------- | ----------------- |
| Dreiländereckbahn     | Sesselbahn            | 2228 m | 5             | 8:10              |
| Hahnenwipfel          | Schlepplift           | 400 m  | 2,5           | 3:00              |
| Stole                 | Schlepplift           | 920 m  | 2,5           | 6:40              |
| Dreiländereck Ost     | Tellerlift            | 544 m  | 2,5           | 4:00              |
| Seltschach            | Tellerlift            | 410 m  | 2             | 3:50              |
| Taubenkogel Ost       | Tellerlift            | 280 m  | 2,5           | 2:00              |
| Taubenkogel West      | Tellerlift            | 250 m  | 2,5           | 1:50              |
| Übungslift Talstation | Seillift / Übungslift | 67 m   | 2             | 0:40              |

Pistenschwierigkeitsgrade
| Typ    | Länge  |
| ------ | ------ |
| Leicht | 5,7 km |
| Mittel | 7,6 km |
| Schwer | 3,7 km |

## Weitere Freizeitangebote
Neben dem Skiangebot besteht auch eine 8,4 km lange Naturschnee-Rodelbahn, die über freie Lichtungen und Waldwege ins Tal führt. Außerdem eine 10 km lange Langlaufloipe – Seltschach-Loipe – in 750 m Seehöhe mit dem Start sowie Ziel bei der Talstation. Sie ist sowohl auf der klassischen Spur als auch in der „Skater“-Spur für Anfänger leicht zu bewältigen. Auch Schneeschuhwanderungen werden angeboten sowie ein 50 Prozent verbilligter Eintritt in die Erlebnistherme Warmbad-Villach mit einer Tages- oder Mehrtageskarte.

### Sommer
Hier verlaufen zahlreiche Wanderwege, darunter der Südalpenweg, ein österreichischer Weitwanderweg von Bad Radkersburg nach Sillian.

## Gastronomie
An der Talstation der Dreiländereckbahn liegt das Liftstüberl. Bei der Bergstation der Dreiländereckbahn befindet sich das Bergrestaurant mit Sonnenterrasse und Panoramablick. Fünf Gehminuten in Richtung Gipfel steht zuoberst die Dreiländereckhütte.
Bilder (August 2020)

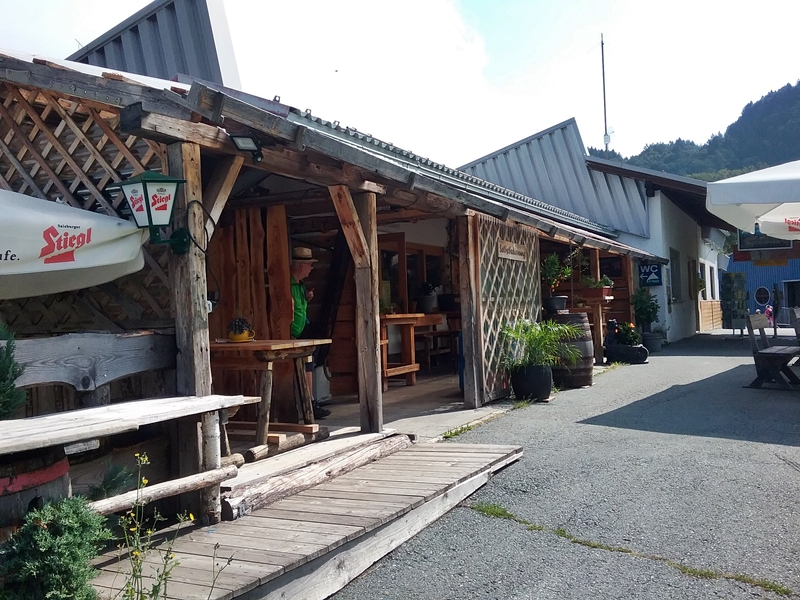
Liftstüberl
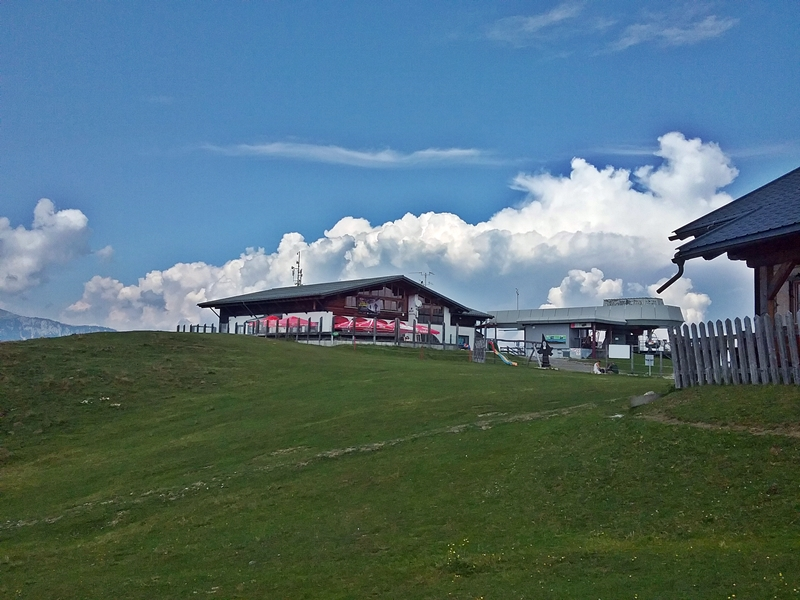
Bergrestaurant Dreiländereck
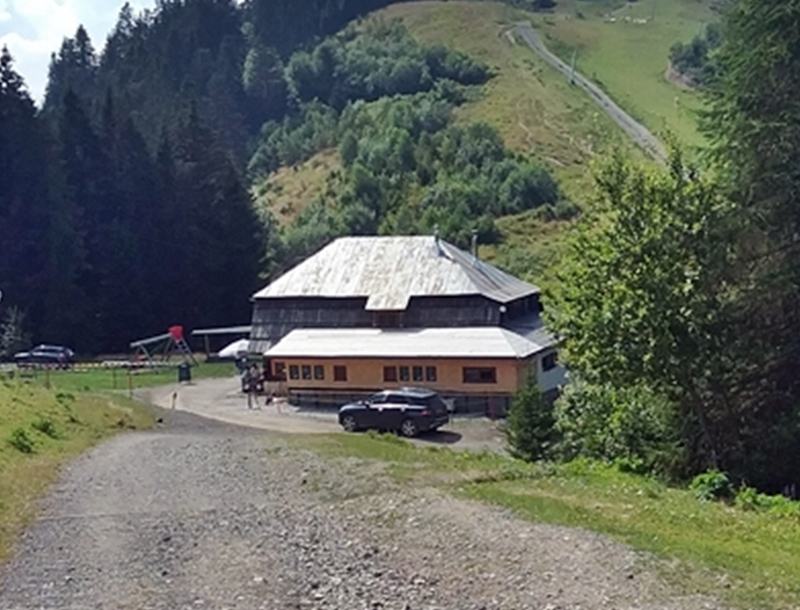
Dreiländereckhütte

## Geschichte

### Anfänge
Der Schiclub Arnoldstein wurde erfolgreich und der zweitgrößte Schiclub Kärntens. 1968 kam im Ort die Idee zur Errichtung eines Schigebiets mit Lift auf. 1970 erfolgten erste Sondierungs- und Vorbereitungsmaßnahmen für die Errichtung einer Doppelsesselbahn auf die Seltschacher Alm und die Schaffung einer rund 4 km langen Familienabfahrtspiste. Im Dezember 1974 wurden die Bergbahnen Dreiländereck eröffnet. Die Nutzung stieg an, sodass 1984 6 Mio. Beförderungen erfolgten. Sukzessive gingen neue Lifte in Betrieb. Im Sinne des Alpen-Adria-Gedankens wurde etwa „Tour 3“ veranstaltet.

### Klimaerwärmung
Die Schneelage aus natürlichem Schneefall hatte abgenommen, die Betriebskosten waren gestiegen, in der Schisaison 2023/2024 war die Liftnutzung um 60 % zurückgegangen. Über die Bergbahnen Dreiländereck GmbH & Co KG in Arnoldstein wurde am 5. März 2024 ein Insolvenzverfahren eröffnet, über die Bergbahnen Dreiländereck GmbH (Betreiber des Bergrestaurants, Verbindlichkeiten bei 3,2 Mio. Euro) ebenso Anfang August 2024. Laut Arnoldsteiner Bürgermeister Reinhard Antolitsch (SPÖ) vom August 2024 währte die Suche nach einem Investor für die Erneuerung des Schigebiets bereits mehrere Jahre.

### Neuübernahme 2025
Am 27. Februar 2025 wurden zwei Kärntner Investoren vorgestellt, die das Gebiet um weitere Sportangebote ergänzen wollen und damit den Liftbetrieb auch im Sommer, etwa mit einem Bikepark ermöglichen sollen. Die Gemeinde Arnoldstein bleibt beteiligt. Nach der Einstellung der Lifte im März 2024 ist geplant bereits im Sommer 2025 Radfahrer bergauf zu transportieren. Die neue 3L-Bergbahnen GmbH – 90 % Andreas Blüm (Fastpack Lebensmittelverpackungen, Fürnitz), 5 % Erhard Juritsch (Unternehmensberater, ehemals Leiter des Kärntner Wirtschaftsförderungsfonds), 5 % Gemeinde Arnoldstein – wird Lifte und Restaurant betreiben.